# Мощевитин, Николай Германович
Мощевитин Николай Германович (р. 23 апреля 1967, Москва) — учёный-математик, преподаватель мехмата МГУ и СУНЦ МГУ. Доктор физико-математических наук (2003), профессор (2005). Лауреат Государственной премии РФ (1998, для молодых учёных).

## Научная биография
Н. Г. Мощевитин окончил механико-математический факультет МГУ в 1990 г.
Кандидат физико-математических наук (1993).
Тема кандидатской диссертации «О применении теоретико-числовых методов в некоторых задачах классической механики».
Приглашён преподавать в МГУ с 1994 г.
Лауреат Государственной премии РФ (1998) за работу «Асимптотическое поведение интегралов условно-периодических функций, распределение значений линейных функций и многомерные диофантовы приближения».
Доктор физико-математических наук (2003). Тема докторской диссертации «Вопросы возвращаемости динамических систем и диофантовы приближения».
Профессор кафедры теории чисел механико-математического факультета (2005-н.вр.).

## Область научных интересов
Геометрия чисел, геометрическая теория диофантовых приближений, эргодическая и комбинаторная теория чисел, теория динамических систем.

## Преподавание
Н. Г. Мощевитин является автором и соавтором 19 учебных курсов мехмата МГУ.
Читает в МГУ курсы: «Теория чисел», «Геометрия чисел», «Выигрышные множества», «Элементарные методы теории чисел», «Аналитическая теория чисел», «Тригонометрические суммы», «Иррегулярности распределения»
Также (по совместительству) преподаёт в СУНЦ МГУ.
Научный руководитель 9 кандидатских и 3 докторских диссертаций.

## Из библиографии

### Диссертации
- Мощевитин, Николай Германович. О применении теоретико-числовых методов в некоторых задачах классической механики : диссертация … кандидата физико-математических наук : 01.02.01. — Москва, 1993. — 69 с.[2]
- Мощевитин, Николай Германович. Вопросы возвращаемости динамических систем и диофантовы приближения : диссертация … доктора физико-математических наук : 01.01.01, 01.01.06. — Москва, 2001. — 131 с.